# Коваленко, Иван Никифорович
Иван Никифорович Коваленко (24 декабря 1905, Идрица, Витебская губерния — 2 февраля 1970, Севастополь) — генерал-лейтенант береговой службы ВМФ СССР, участник Великой Отечественной войны.

Могила Коваленко на кладбище Коммунаров в Севастополе.

## Биография
Иван Никифорович Коваленко родился 24 декабря 1905 года в деревне Аобово (ныне — в черте посёлка Идрица Псковской области). В 1926 году был призван на службу в Рабоче-Крестьянскую Красную Армию. В 1930 году окончил 2-ю артиллерийскую школу, после чего служил на командных и штабных должностях в артиллерийских частях. В 1934 году окончил артиллерийские сектор Специальных курсов командного состава Военно-морских сил.
Во время Великой Отечественной войны Коваленко первоначально служил на Тихоокеанском флоте, а в 1943 году был переведён в центральный аппарат ВМС СССР, был командиром по боевое подготовке, старшим офицером по артиллерийской разведке, начальником 3-го и 2-го отделений, заместителем начальника 2-го отдела Управления береговой обороны ВМС.
После окончания войны Коваленко продолжил службу в Советской Армии. В 1950 году окончил Артиллерийские курсы офицерского состава при Военной артиллерийской академии имени Ф. Э. Дзержинского. 
С 1951 года служил на Черноморском флоте, командовал его береговой обороной, затем был начальником флотских ракетных частей, начальником отдела — начальником береговых ракетно-артиллерийских войск. Являлся организатором проведения перевооружения Черноморской береговой обороны новейшими на тот момент артиллерийскими и ракетными комплексами. В мае 1968 года вышел в отставку. Скончался 2 февраля 1970 года, похоронен на кладбище Коммунаров в Севастополе.
Был награждён орденом Ленина, тремя орденами Красного Знамени, орденом Отечественной войны 2-й степени, тремя орденами Красной Звезды, рядом медалей и именным оружием.